# رودریگو سالومون
رودریگو سالومون (انگلیسی: Rodrigo Salomón؛ زادهٔ ۲۷ ژوئیهٔ ۱۹۸۰) بازیکن فوتبال اهل آرژانتین است.